# Stilobezzia claripes
Stilobezzia claripes är en tvåvingeart som beskrevs av Gupta och Wirth 1968. Stilobezzia claripes ingår i släktet Stilobezzia och familjen svidknott. Inga underarter finns listade i Catalogue of Life.